# Slaget vid Evesham
Slaget vid Evesham var ett betydelsefullt slag i Englands historia som ägde rum 4 augusti 1265 vid Evesham, Worcestershire. Det blev det avgörande slaget i Andra baronkrigen, i vilket Simon de Montfort ledde en grupp rebelliska baroner mot de rojalistiska styrkorna ledda av prins Edvard (senare kung Edvard I av England). De Montfort hindrades av flera opålitliga allierade, särskilt walesare som deserterade innan slaget inleddes. Då de Montfort stod inför en styrka fyra gånger så stor som han egen, ledde det snart till en massaker.
Slaget vid Evesham betraktas ibland som sluten på ridderlighetens tid i England. Innan dess var det mycket ovanligt att adeln dödades i strid, utan tillfångatogs hellre och frigavs mot lösen. Under prins Edvard gavs dock ingen nåd till de rebelliska baronerna – de flesta dödades på slagfältet, däribland Simon de Montfort och hans son Henry, trots deras försök att kapitulera.